# Sainte-Flaive-des-Loups
Sainte-Flaive-des-Loups è un comune francese di 2 092 abitanti situato nel dipartimento della Vandea nella regione dei Paesi della Loira.

## Società

### Evoluzione demografica
Abitanti censiti